# Pyramidion
Cet article possède un paronyme, voir Pyramidiot.
 (juin 2012).
Si vous disposez d'ouvrages ou d'articles de référence ou si vous connaissez des sites web de qualité traitant du thème abordé ici, merci de compléter l'article en donnant les références utiles à sa vérifiabilité et en les liant à la section « Notes et références ».

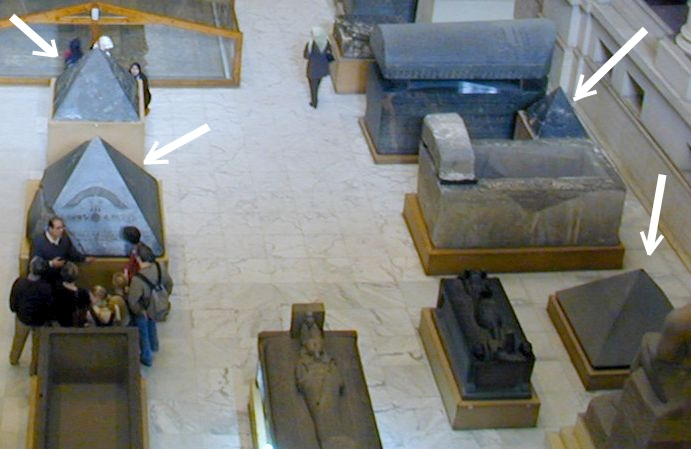
Quatre pyramidions de granite noir au musée égyptien du Caire.

Un pyramidion, appelé aussi benben en égyptien ancien, est un élément pyramidal couronnant le sommet d'une pyramide et plus généralement d'un monument (tel un obélisque). Par extension, il désigne un style d’aménagement de toiture développé au début du XXe siècle et aussi une petite pyramide isolée.

## Historique
Cet élément architectural qui coiffait le sommet des pyramides d'Égypte est un élément important du culte funéraire des Égyptiens. On y gravait le nom du défunt et des prières pour préparer le passage dans l'au-delà. Le pyramidion est l'image régularisée du benben, la pierre sacrée vénérée dans les temples solaires d'Héliopolis.
Très peu de pyramidions ont survécu aux épreuves du temps. On en connaît environ une vingtaine, parmi lesquels :
- Pyramidion de Dahchour ;
- Pyramidion de la pyramide G1D ;
- Pyramidion de la pyramide de Khéops ;
- Pyramidion de la pyramide de Khéphren ;
- Pyramidion de la pyramide G3a, satellite de la pyramide de Mykérinos ;
- Pyramidion de la pyramide de Sahourê ;
- Pyramidion du complexe pyramidal de Khentkaous II ;
- Pyramidion de la pyramide Lepsius XXIV ;
- Pyramidion trouvé près du mastaba de Ptahchepsès ;
- Pyramidion de la pyramide d'Ounas ;
- Pyramidion de la pyramide de Mérenrê Ier ;
- Pyramidion de la pyramide de Béhénou[3] ;
- Pyramidion de l'obélisque d'Ânkhésenpépi II[4] ;
- Pyramidion de la pyramide d'Ipout II ;
- Pyramidion de la pyramide d'Oudjebten.

Le sommet de l'obélisque de Louxor, à Paris est surmonté d'un pyramidion aussi pointu qu'étincelant, fait de bronze et de feuilles d'or, ajouté en mai 1998. Il est censé remplacer un précédent ornement sommital, emporté lors d'invasions en Égypte au VIe siècle.

## Galerie

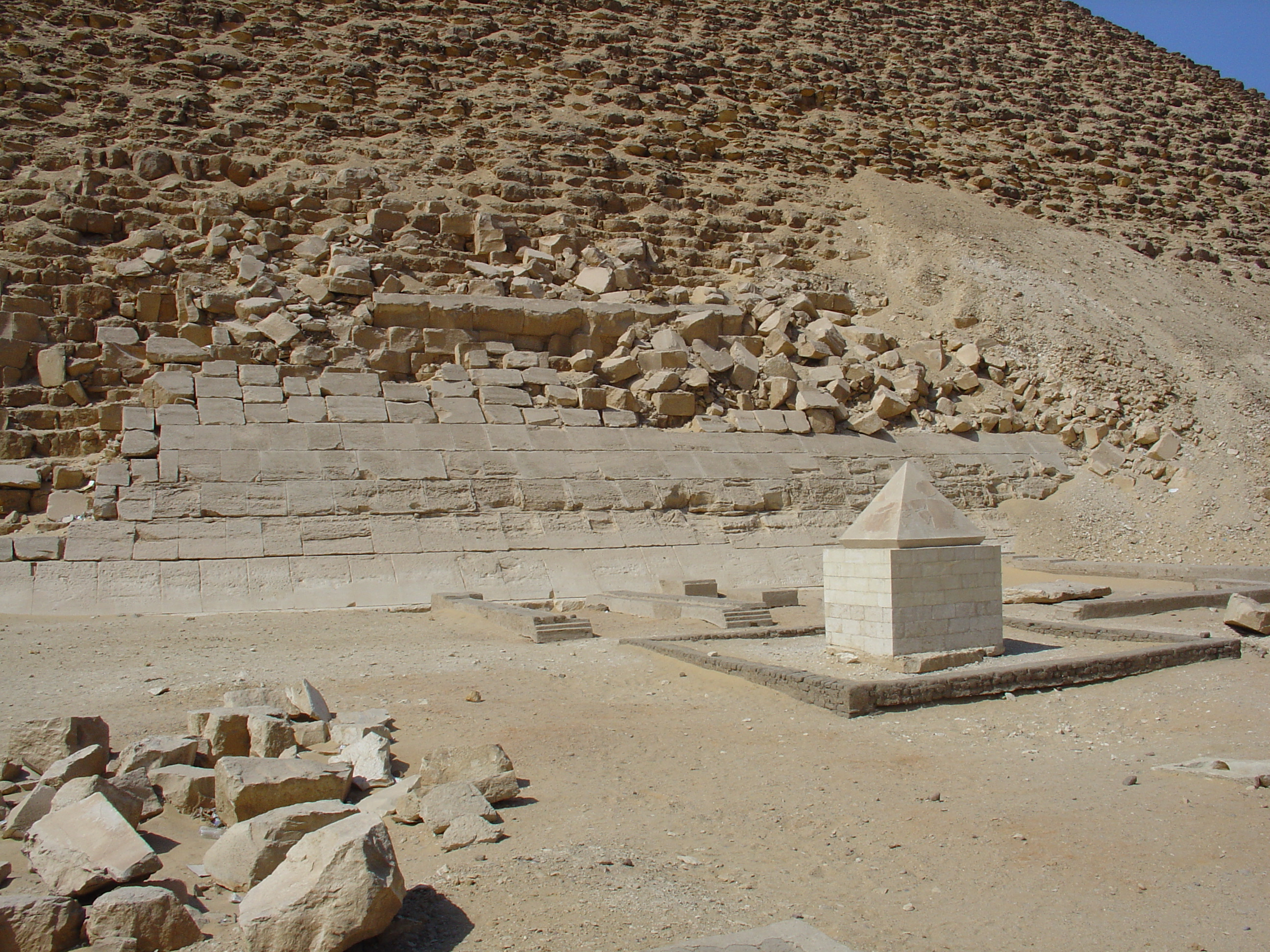
Le pyramidion restauré en 2005 de la pyramide rouge est désormais à son pied.
Pyramidion de Ramosé, de Deir el-Médineh, entre 1292 et 1190 avant notre ère, Nouvel Empire ; Calcaire ; Museo Egizio, Turin.
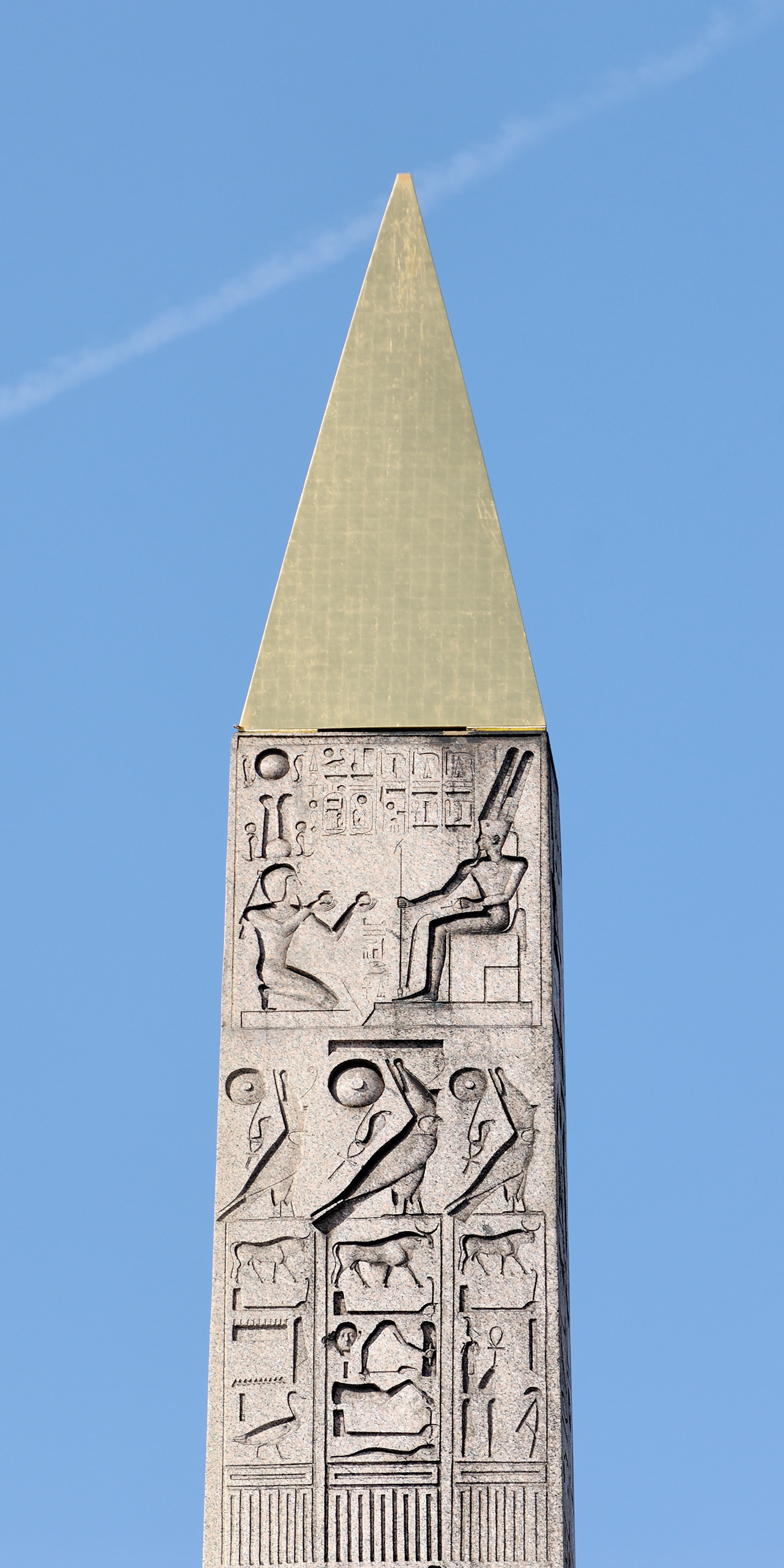
Pyramidion de l'obélisque de Louxor.
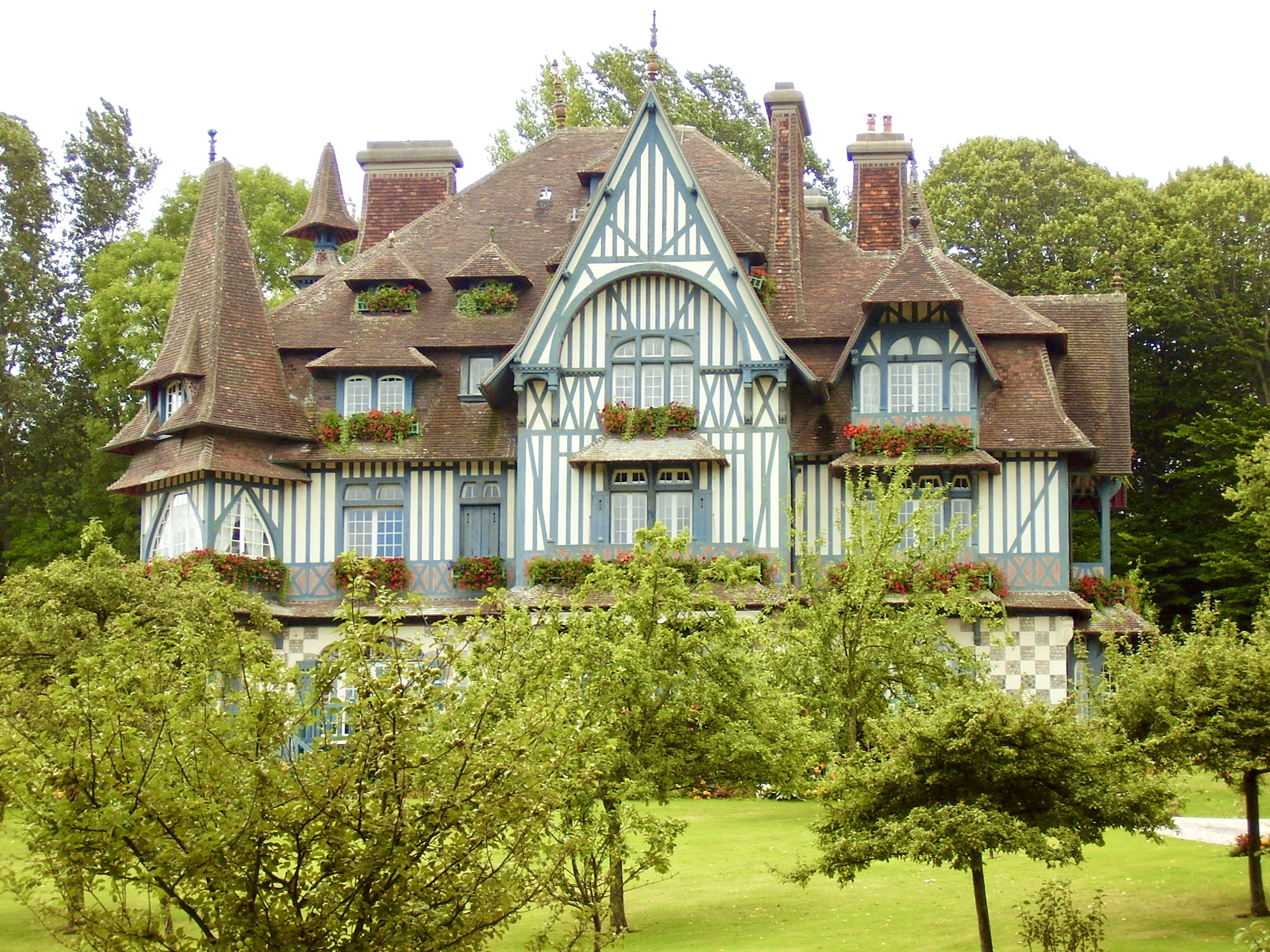
Villa avec toit à pyramidions.